# Природни сателити Сатурна
Сатурнови природни сателити су бројни и разноврсни крећу се у распону од сићушних сателита мањих од 1 km до огромног Титана, који је већи од планете Меркур. Сатурн има 62 позната сателита, од којих 53 има имена, a само 13 имају пречник већи од 50 km. Седам Сатурнових сателита су довољно велики да би били елипсоидног облика, иако су само Титан и Реја тренутно у хидростатичкој равнотежи. Од посебног значајна међу Сатурновим сателитима су Титан, други по величини месец у Сунчевом систему, са атмосфером богатом азотом, налик Земљиној и пределима са угљоводоничним језерима и сувим речним долинама, и Енцелад који емитује млазеве гаса и прашине и могао би да садржи воду у течном стању под својим јужним полом.
Двадесет четири Сатурнових месеца су регуларни сателити са орбитама које нису потпуно усаглашене се Сатурновом екваторијалном равни. Овде спадају седам главних сателита, четири малих сателита постоји у тројанског орбити са већим сателитима, два међусобно ко-орбитална сателита и два сателита су пратиоци Сатурновог Ф прстена. Друга два позната сателита орбитирају унутар празнина Сатурнових прстена. Сателит Хиперион орбитира у резонанци са Титаном. Преостали регуларни сателити орбитирају у близини спољне ивице А прстена, у оквиру Г прстена и између великих сателита Мимас и Енцелад.
Преосталих сателити су неправилни сателити, чије су орбите су много даље од Сатурна и јако су нагнуте. Они највероватније представљају заробљене мале планете, или крхотине настале распадом таквих тела које су настале њиховим сударом. Највећи од неправилних сателита је Феба, девети сателит Сатурна откривен крајем 19. века.
Прецизан број Сатурнових сателита не може бити утврђен јер не постоји јасна граница између многобројних малих непознатих објеката који формирају Сатурновог прстен и већих објеката који су означени као сателити. До сада је откривено више од 150 веома малих објеката по шупљинама које стварају својим кретањем унутар прстена.

## Откриће

### Рана посматрања
Пре појаве астрофотографије, осам сателита Сатурна је откривено непосредним посматрањем преко оптичких телескопа. Сатурнов највећи месец Титан, је открио Кристијан Хајгенс 1655. користећи рефракторски телескоп који је сам дизајнирао. Тетис, Диона, Реја и Јапет су откривени између 1671. и 1684. од стране Ђованија Доменика Касинија. Мимас и Енцелад је открио Вилијам Хершел 1789., а Хиперион су 1849. открили В.К. Бонд, Г.П. Бонд и Вилијам Ласел.
Употреба фотографских плоча омогућила је откриће нових сателита. Прва је на овај начин откривена Феба од стране Пикеринга 1899. 1966. откривен је десети Сатурнов сателит – Јан, такође познат као Сатурн 10. Неколико година касније је постало јасно да сва та посматрања из 1966. могу да се објасне једино постојањем неког другог сателита са сличном орбитм. На тај начин пронађен је једанаести је сателит Сатурна – Епиметеј. Он дели исту орбиту са Јаном. 1980. Са Земље су откривена три нова сателита чије су постојање потврдиле сонде Војаџер 1 и Војаџер 2. 

### Посматрања са свемирских летелица
Употреба беспилотних свемирских летелица унела је револуцију у проучавању спољашњих планета. Пролазак сонде Војаџер 1 поред Сатурна 1980-1981. Допринео је откривању три нова сателита – Атласа, Прометеја и Пандоре. 1990. у архивским снимнцима које је направио Војаџер откривен је Пан.
Мисија Касини – Хајгенс је у лето 2004. открила три нова сателита – Метону, Палену и Полидеук. У новембру 2004. године научници су објавили да структура Сатурнових прстенова указује на присуство још неколико сателита који круже унутар прстенова. До сада је визуелно потврђен само један - Дафнис. 2009. откривен је Егеон. У априлу 2014. наговештена је могућност постојања новог сателита унутар А прстена.

### Спољни сателити
Током целог 20. века Феба је сматрана јединим Сатурновим сателитом са неправилном орбитом. Међутим, почетком 21, века откривено је више од 30 нових сателита са неправилним орбитама. Једним истраживањем из 2000. уз помоћ три телескопа средњих величина пронађено је тринаест нових сателита Сатурна на великој удаљености, у ексцентричним орбитама, који су јако нагнути у односу на екватор Сатурна. Они вероватно представљају фрагменте већих тела заробљених Сатурновом гравитацијом. 2005. године астрономи са опсерваторије Мауна Кеа открили су 12 нових малих спољних сателита, а 2006. откривено је нових 9.

## Димензије
Титан је највећи природни сателит Сатурна и на њега отпада 96% масе свих сателита, дока на остале отпада свега 4% масе.
| Већи Сатурнови сателити | Већи Сатурнови сателити | Већи Сатурнови сателити | Већи Сатурнови сателити |
| Име                     | Пречник (км)            | Орбитални радијус (км)  | Орбитални период (сати) |
| ----------------------- | ----------------------- | ----------------------- | ----------------------- |
| Титан                   | 5.150                   | 1.221.900               | 382,69                  |
| Реја                    | 1.528                   | 527.000                 | 108,42                  |
| Јапет                   | 1.436                   | 3.650.800               | 1.903,9                 |
| Диона                   | 1.118                   | 377.400                 | 65,69                   |
| Тетис                   | 1.048                   | 294.700                 | 45,31                   |
| Енцелад                 | 502                     | 238.000                 | 32,89                   |
| Мимас                   | 394                     | 185.500                 | 22,62                   |
| Феба                    | 220                     | 12.954.400              | 13.210,8                |

## Груписање сателита
Сатурнови месеци могу се поделити у десет група према карактеристикама њихових орбита. Многи од њих, попут Пана и Дафниса, орбитирају у систему Сатурнових прстена и имају орбиталне периоде само нешто дуже од периоде ротације саме планете. Унутрашњи и регуларни сателити (осим Јапета) имају орбите које су нагнуте у рангу од мање од једног степена до 1.5 степена. С друге стране неправилни и спољни сателити имају радијус орбите од неколико милиона километара и период револуције од неколико година.

### Мали сателити
Мали сателити су величине 40 до 500 метара и премали су да би се видели директно. 2007. године откривено је више од 150 оваквих сателита који су смештени у три уска појаса Сатурновог А прстена између 126,750 и 132.000 km од центра планете. Ова област није под утицајем резонанци са осталим сателитима. Процењује се да прстен садржи више од милион објеката већих од 250 метара који представљају крхотине настале распадом већих сателита. Сличних објеката има и унутар Ф прстена.

### Пастирски сателити
Пастирски сателити обезбеђују стабилност орбита Сатурнових прстенова и својим оштрим ивицама стварају пукотине између њих. У ови групу спадају Пан, Атлас, Прометеј, Пандора.

### Коорбиталнии месеци
Коорбитални месеци (Јан и Епиметеј) су приближно исте величине, са орбитама свега неколико километара разлике у пречнику, тако да практично деле исту орбиту. Узајамна деловања њихових гравитација узрокују замену њихових орбита сваке четири године. 

### Унутрашњи велики месеци
Унутрашњи велики сателити орбитирају унутар Е прстена заједно са три месеца Алкионидске групе.
- Мимас је најмањи из групе унутрашњег великих сателита, мада је његова маса је довољна да промени путању Метоне. Услед утицаја Сатурнове гравитације спљоштен је на половима, а испупчен на екватору. Има период обртања око своје осе од 22 сата и 37 минута, и орбитални период од 0,942 дана. На њему се опажа велики кратер Хершел кији захвата једну трећину његовог пречника. Нема доказа о геолошкој активности на овом месецу.

- Енцелад је једини Сатурнов месец који је геолошки активан. Његова површина је морфолошки разнолика; укључује старе области са бројним кратерима, као и млађе глатке површине са неколико ударних кратера. Област око јужног пола је неуобичајено топла и испресецана системом пукотина дугим и до 130 km из којих избијају млазеви водене паре и прашине. Енцелад може садржати воду у течном стању испод јужног пола.
- Тетис је трећи по величини од Сатурнових унутрашњих месеца. Његове главне карактеристике су велики ударни кратер Одисеја пречника 400 km и огроман кањонски систем Итака Тетис нема савремену геолошку активност. Већи део површине захвата брдовит терен испуњен кратерима.
- Диона је други по величини унутрашњи месец Сатурна. Она има већу густину него геолошки мртвим Реа, али мању од Енцелада.[19] Иако је већи део површине под кратерима, овај сателит је такође прекривен широком мрежом раседа и пукотина, што указује на тектонску активност.[20] Неколико кратера у равницама достиже 250 km у пречнику. Диона је можда геолошки активна и данас, али сигурну у знатно мањој мери од Енцелада.

### Алкиониди
Овој групи припадају сателити који орбитирају између Мимаса и Енцелада – Метона, Анте и Палена. Ови месеци спадају међу најмање у Сатурновом систему.

### Тројански месеци
Тројански месеци су специфичност Сатурновог система. Они орбитирају на истој удаљености као и суседни месец, али на таквој удаљености да се никада не могу сударити. Тако, нпр. Тетис има два тројанска месеца (Телесто и Калипсо), Диона такође два (Хелена и Полидеук).

### Спољашњи велики месеци
Ови месеци орбитирају изван Сатурновог Е прстена.
- Реја је други по величини Сатурнов месец.[19] То је једини месец у Сунчевом систему који има своје прстенове. Површина Реје испуњена је ударним кратерима, уз неколико великих раседа попут оних на Диони, као и једва приметну белу линију у близини екватора која може да потиче од прстенова.[22][23] На површини Реје нису пронађени докази о геолошкој активности.[23]

- Титан је са 5,150 km у пречнику највећи Сатурнов сателит у други највећи сателит у целом Сунчевом систему. Око планете направи пун круг за 15,9 дана, а период ротације је синхронизован с периодом револуције. Има густу и хладну атмосферу претежно сачињену од азота и нешто метана.[24] Она често ствара светле конвективне облаке над јужним полом. На површини Титана опажа се неколико млађих кратера.[24] Ово је једини месец са течним телима на површини у виду метанских језера, а највеће језеро је веће од Каспијског.[25] Верује се да се испод површине Титана налази океан сачињен од мешавине воде и амонијака.[26]
- Хиперион је са просечних 270 km у пречнику мањи од Мимаса, изразито је неправилног облика и необичне, драп боје. Површина му је залеђена и подсећа на сунђер, иако његова унутрашњост такође може бити делимично порозна.[27] То је једини познати месец да који има хаотичну ротацију, што значи Хиперион нема јасно дефинисане полове и екватор.[27]
- Јапет је трећи по величини Сатурнов месец.[19] Орбитира на 3,5 милиона километара од Сатурна што је чини далеко најудаљенијом из групе великих месеца, а такође поседује највећу нагнутост орбите од 15.47 степени.[28] Његова главна одлика је различита рефлексивност хемисфере окрнуте ка Сатурну у односу на ону другу.[15] Јапет има 20 km висок екваторијални гребен који покрива скоро цео екватор. Не постоје докази о ендогеној активности.[29]

### Инуитска група
У ову групу спада пет месеца који су слични по удаљености од планете и нагнутости орбите и својој боји, тако да се могу сматрати групом. То су Иџирак, Кивијук, Палијак, Сијарнак и Таркек.

### Галска група
Галској групи припадају четири месеца који су слични по удаљености од планете и нагнутости орбите и својој боји, тако да се могу сматрати групом. То су Албиорикс, Бебион, Еријапо и Таврос.

### Нордијска група
Нордијску групу чини 29 спољашњих месеца који орбитирају ретроградно. Од већих треба споменути Фебу, Скол, Имир, Скати, Нарви, Бергелмир, Хирокин, Хати.
- Феба је са 220 km у пречнику далеко највећи од Сатурнових неправилних сателита. Око планете се окреће ретроградне а око своје осе се окрене за 9,3 сати. То је први месец Сатурновог система који је детаљно проучавала сонда Касини, у јуну 2004. године. Верује се да представља заробљени кентаур који потиче из Којперовог појаса.[10]